# 村井貞勝
村井 貞勝（むらい さだかつ）は、戦国時代から安土桃山時代にかけての武将。織田氏の家臣。織田政権下の京都所司代。通称は吉兵衛。出家後、春長軒と号す。官位は民部少輔、長門守。
息子に貞成、清次。娘は佐々成政や前田玄以、福島高晴に嫁いでいる。

## 生涯

### 出自
『太閤記』冒頭の惑問に拠れば、出身は近江国。生まれた年は不詳だが、言経卿記1576年1月28日条に朝日勝七なる12、3人の孫がいること、1577年9月19日付けでフロイスが尊敬すべき老年の異教徒と呼んでいることから推測すると永正17年（1520年）頃かそれ以前だと考えられる。行政手腕に長けていたため、織田信長から厚い信任を受けて、早期より重用される。
弘治2年（1556年）に織田信行が兄の信長に叛旗を翻した時にはすでに信長に仕えており、島田秀満（秀順）と共に土田御前の依頼を受けて、信行や柴田勝家らとの和平交渉を行った、なおこれが信長公記での初出である。信長が足利義昭と共に上洛した際も同行し、明院良政・佐久間信盛・木下秀吉・丹羽長秀らの諸将と共に京に残留し、諸政務に当たっている。
西美濃三人衆降誘の際の人質受け取りや足利義昭の庇護、上洛後の二条御所の造営、その他社寺との折衝など、織田家の政務を担った。また朝山日乗と共に京都御所の修築も担当した。

### 京都所司代
天正元年（1573年）7月、足利義昭を追放した信長が京都を完全支配下に置いた後、信長より京都所司代（天下所司代）に任ぜられる。松井友閑・武井夕庵・明智光秀・塙直政らの信長の行政官僚側近らと共に、京都の治安維持や朝廷・貴族・各寺社との交渉、御所の修復、使者の接待、信長の京都馬揃えの準備など、およそ信長支配体制下における、京都に関する行政の全てを任されている。
天正3年（1575年）4月、信長は困窮した公家を救うため、公家の旧領を返還させる徳政令を発する。貞勝は丹羽長秀とともに、土地や文書の調査や係争を担当した。
7月、信長に官位昇進の勅諚が出されるが、信長はこれを固辞、代わりに家臣団への叙任を願い出て勅許された。7月23日、貞勝は朝廷との繋がりも考慮されて、正六位下・長門守に叙任される。
10月19日、貞勝は伊達輝宗の使者を接待した。
天正4年（1576年）4月、信長は足利義昭が使っていた二条御所とは別に、二条晴良の屋敷に新邸を築くことを決め、貞勝に普請を命じた。のちにこの新邸は、「二条御新造」「二条新御所」と呼ばれた。
天正5年（1578年）3月上旬、御所の修理が終わったため、貞勝は京都の町人に御所の築地塀の修復に協力するよう命じ、人数をいくつかの班に分けて作業を競わせた。築地塀の上では町人たちの歌や踊りが披露され、見物客が殺到し、周辺は大変な賑わいを見せた。あまりの賑わいに正親町天皇や貴族らも見物した。その賑わいの中で競い合わせて進めた修復工事は、瞬く間に完成したという。
天正8年（1580年）2月26日、信長は京都での居住場所を本能寺に移すことに決め、貞勝に普請を命じた。
天正9年（1581年）、貞勝は出家して春長軒と号し、家督を子の貞成に譲っている。

### 最期
天正10年（1582年）5月、貞勝は朝廷から「信長を太政大臣・関白・征夷大将軍のいずれかに任じたい」という意向を伝えられたが、これは貞勝の方から言い出したという説がある（三職推任問題を参照）。
6月2日、本能寺の変では本能寺向かいの自邸にいたが、貞勝は信長の嫡男・織田信忠の宿所の妙覚寺に駆け込んだ。信忠に二条新御所への移動を提言し、同じく駆けつけた他の織田家臣らとともに、二条新御所に立て籠もって明智軍に抗戦したが、信忠とともに討死した。また、子の貞成・清次も同所で討死している。

## 人物
宣教師のルイス・フロイスは、貞勝を「都の総督」と呼び、「尊敬できる異教徒の老人であり、甚だ権勢あり」と評している。

## 肖像
京都市の大雲院には、頭を丸めた老人という体の貞勝の肖像画が残っている。

## 登場作品
- 壬生一郎『信長の庶子』（2019年～、既刊4巻）
- 『利家とまつ〜加賀百万石物語〜』（2002年、NHK大河ドラマ、演：苅谷俊介）